# Olalhas
Olalhas ist eine Gemeinde (Freguesia) im portugiesischen Kreis Tomar. In ihr leben 1216 Einwohner (Stand 19. April 2021).